# Риш, Клод
Клод Робер Риш (фр. Claude Robert Rich; 8 февраля 1929, Страсбург, Франция — 20 июля 2017, Париж, Франция) — французский актёр, известный, в основном, по ярким эпизодическим ролям. Лауреат премии «Сезар» за лучшую мужскую роль (1993).

## Биография
Клод Риш записался на актёрские курсы Шарля Дюллена вопреки желанию родителей, которые хотели, чтобы он стал страховым агентом. После курсов Дюллена он с лёгкостью поступил в Консерваторию. Кинодебют актёра состоялся в фильме Рене Клера «Большие манёвры». До начала 1960-х годов Риш был занят в ролях второго плана, пока Жан Ренуар не доверил ему крупную роль в фильме «Пришпиленный капрал», где его партнёрами по съёмкам стали такие молодые звёзды, как Жан-Пьер Кассель и Клод Брассёр.
В 1963 году Клод Риш был приглашён Жоржем Лотнером в картину «Дядюшки-гангстеры». После были работы «Нынче вечером или никогда» Мишеля Девиля, «Дьявол и десять заповедей» Жюльена Дювивье, «Соратники маргаритки» Жан-Пьера Моки.
В 1965 году вместе с Джин Сиберг сыграл главную роль в комедии—Миллиард за биллиард / Un.milliard.dans.un.billard.
В то же время Риш продолжал играть и в театральных постановках, в том числе и по собственным пьесам.
В 1980-е годы актёр стал избирательнее относиться к предложениям и в 1992 году получил премию «Сезар» за роль в картине «Ужин» Эдуара Молинаро.
Далее роли второго плана стали основными в его кинобиографии. Он появлялся в «Дочери д’Артаньяна», «Рождественском пироге», в «Астериксе и Обеликсе: миссия Клеопатра» и в других фильмах.
В 2008 году за работу в фильме «На Бога надейся, а сам не плошай» актёр вновь номинировался на «Сезар».

## Фильмография
- 1955 — Большие манёвры / Les Grandes Manœuvres
- 1958 — Не пойман — не вор / Ni vu… Ni connu…
- 1960 — Француженка и любовь / La Française et l’amour
- 1961 — Всё золото мира / Tout l’or du monde
- 1962 — Дьявол и десять заповедей / Le Diable Et Les Dix Commandements
- 1962 — Семь смертных грехов — Арман
- 1962 — Жаркий суд / La Chambre ardente
- 1963 — Дядюшки-гангстеры / Les Tontons flingueurs
- 1964 — Охота на мужчину / la Chasse à l’homme
- 1964 — Мата Хари / Mata Hari, agent H21
- 1964 — Пир хищников / Le repas des fauves
- 1965 — Безымянная звезда / Mona, l'étoile sans nom
- 1965 — Приятели / Les Copains
- 1965 — Золото герцога / L’Or du duc
- 1966 — Приключения в загородном доме / Monsieur le président-directeur général
- 1966 — Горит ли Париж? / Paris brûle-t-il ?
- 1967 — Оскар / Oscar
- 1968 — Невеста была в чёрном / La mariée était en noir — Блисс
- 1968 — Люблю тебя, люблю / Je t’aime, je t’aime
- 1969 — Золотая вдова / Une veuve en or
- 1974 — Стависки / Stavisky…
- 1974 — Раса господ / La Race des seigneurs
- 1975 — Прощай, полицейский / Adieu, poulet
- 1979 — Война полиций / La Guerre des polices
- 1989 — Спрут 4 / La Piovra 4 (сериал) — Филиппо Рази
- 1992 — Ужин / Le Souper
- 1994 — Полковник Шабер / La Colonel Chabert
- 1994 — Дочь д’Артаньяна / La Fille de d’Artagnan
- 1996 — Дезире / Désiré
- 1996 — Капитан Конан / Capitaine Conan
- 1998 — Кларисса / Clarissa (телефильм)
- 1999 — Бальзак / Balzac (телефильм)
- 1999 — Рождественский пирог / La Bûche
- 2000 — Актёры / les Acteurs
- 2002 — Астерикс и Обеликс: Миссия «Клеопатра» / Astérix & Obélix: Mission Cléopâtre
- 2003 — Цена жизни / Le Coût de la vie
- 2005 — Проклятые короли / Les Rois maudits (телесериал)
- 2006 — Сердца / Cœurs
- 2007 — Вольтер и дело Каласа / Voltaire et l’affaire Calas. Играет Вольтера
- 2009 — Однажды в Версале / Bancs publics (Versailles rive droite)

## Награды
Международный кинофестиваль в Сан-Себастьяне
- 1968: приз лучшему актёру за роль в фильме «Люблю тебя, люблю»

Премия Сезар
- 1993: лучший актёр — Le Souper
- 2002: Honorary César